# Gedea
Gedea Simon, 1902 è un genere di ragni appartenente alla Famiglia Salticidae.

## Distribuzione
Delle cinque specie oggi note di questo genere, tre sono endemiche della Cina, una di Giava e una del Vietnam.

## Tassonomia
A dicembre 2010, si compone di cinque specie:
- Gedea daoxianensis Song & Gong, 1992 — Cina
- Gedea flavogularis Simon, 1902[2] — Giava
- Gedea sinensis Song & Chai, 1991 — Cina
- Gedea tibialis Zabka, 1985 — Vietnam
- Gedea unguiformis Xiao & Yin, 1991 — Cina